# Julie Zenatti
Julie Zenatti (ur. 5 lutego 1981 w Paryżu) – francuska piosenkarka. Zadebiutowała w wieku 16 lat w oryginalnej obsadzie musicalu Notre-Dame de Paris w roli Fleur-De-Lys
Pierwszym, który uwierzył w jej głos był Lenny Kravitz, który zaprosił ją (13-latkę) do udziału w nagraniu dwóch piosenek („...nie bardzo zdawałam sobie sprawę co to oznacza, znałam go, bo moja siostra słuchała jego płyt, ale byłam dzieckiem, nie rozumiałam, więc nie było między nami tej bariery podziwu. Nie powiem że to mój najlepszy przyjaciel, bo to by było kłamstwo, ale te kilka godzin wspólnej pracy to wspaniałe wspomnienia...”).
Jako 16-latka trafiła na eliminacje do musicalu Notre Dame de Paris, przeszła przesłuchania, ale potem narodził się problem. Luc Plamondon i Richard Cocciante musieli błagać jej rodziców, żeby zgodzili się na udział córki w tym przedsięwzięciu. Zwłaszcza Luc tłumaczył się jej mamie z dwuznacznego i dość śmiałego tekstu piosenki „La monture”. Jednak się udało („...Znowu nie bardzo rozumiałam, co to będzie. Nie ogarniałam tego. Powiedzieli mi: za rok zagrasz na scenie. Nagraliśmy album i przez pół roku nic się nie działo. Ale gdy na 3 miesiące przed premierą zobaczyłam dekoracje, kostiumy i około setki osób pracujących przy tym spektaklu, dotarło do mnie jak to jest gigantyczne...”). W rok po premierze, w roli Fleur-de-Lys, gdy Helene Segara zachorowała, przejęła rolę Esmeraldy, którą z powodzeniem grała jeszcze rok. Potem wycofała się by skończyć liceum i nagrać płytę.
Wcześniej Zenatti można było spotkać w supporcie Garou w czasie jego pierwszej trasy koncertowej. W miesiąc po premierze debiutanckiej płyty z rąk Garou odebrała nagrodę „Femme on l'or” w kategorii „Nadzieja roku”. Razem z Garou, Segarą, Fiorim i Lavoie uczestniczyła w nagraniu albumu Noel Ensemble wydanego w ramach walki z AIDS.
W marcu 2004 Zenatti ruszyła w pierwszą samodzielną trasę koncertową, podbiła publiczność bezpretensjonalnym zachowaniem na scenie i poza nią. 
Garou o Julie:„... Zawsze mówię, że to prawie moja młodsza siostra, zaczynaliśmy w końcu razem, ale co było najlepsze, to patrzeć na nią każdego wieczoru, jak z każdym spektaklem stawała się coraz lepsza...” 
Julie Zenatti śpiewa mocnym i wyrazistym głosem, pasującym zarówno do szybszych piosenek, jak i do wolnych ballad, jej piosenki cieszą się dużą popularnością we Francji.
Przez wiele lat związana była ze swoim partnerem scenicznym Patrickiem Fiori, na miesiąc przed planowanym ślubem (2008) para rozstała się; tym samym zakończyła współpracę przy tworzeniu wspólnie płyt. Po 7 latach od rozstania Patrick Fiori ponownie napisał dla Julie piosenkę na jej najnowszą płytę. 
W 2010 razem z oryginalną obsadą Notre-Dame de Paris po 10 latach od zakończenia musicalu wyruszyła w trasę koncertową.
9 kwietnia 2014 ukazał się nowy singiel "D'Où Je Viens" promujący najnowszy album artystki, który ukaże się jesienią 2014.
Jest związana z francuskim aktorem Benjaminem Bellecourem. W lutym 2011 roku urodziła się ich córka – Ava.

## Albumy
- 2000: Fragile

1. Why
2. Si je m'en sors
3. Tout s'en va
4. La vérité m'attire
5. Ce qu'il me reste de toi
6. Eldorado
7. Pour y croire encore
8. Entre nous
9. Fragile
10. Le couloir de la vie
11. Toutes les douleurs
12. Si je m'en sors (remix)

- 2002: Dans les yeux d'un autre

1. La vie fait ce qu'elle veut
2. Ma vie et la tienne
3. J'en doute
4. Si bas
5. Inconsolable
6. Dans les yeux d'un autre
7. C'est du vent
8. Je glisse
9. Des lunes
10. Une femme qui sommeille
11. Mon voisin
12. T'emmener en amour
13. C'est moi qui sonne
14. Ensemble
15. Le goût des pommes (14 bis)

- 2004: Comme vous...

1. Je voudrais que tu me consoles
2. L'âge que j'ai
3. Le sort du monde
4. À quoi ça sert?
5. Couvre-moi
6. On efface
7. Dans ces villes
8. Rendez-moi le silence
9. L'amour s'en fout
10. Prends soin de moi
11. Lis dans mes pensées
12. Des nouvelles
13. Comme vous
14. Mon amour
15. L'amour suffit (14 bis)

- 2007: La boîte de Pandore

1. La Boîte de Pandore'
2. Douce
3. Les cartons
4. (Tango) Princesse
5. Interlude: Je voudrais une chanson (I want a song)
6. Si Le temps me permettait
7. Jean Mineur
8. Se souvenir
9. Julie ose '
10. J'ai croisé le Diable
11. Interlude: Je voudrais une chanson
12. Fais-moi confiance
13. Amnésie
14. Le chemin de l'école
15. Interlude: Je voudrais une chanson
16. Face cachée
17. Belle la vie

- 2010: Plus de Diva

1. Appelez-moi Maria
2. Le journal de Julie Z (Intro)
3. Venise 2037
4. L'herbe tendre
5. Une tête à deux places
6. Comme une geisha
7. Sweden Syndrome
8. Entre l'amour et le confort
9. Diva rouge
10. L'un souffre, l'autre s'ennuie
11. Les klaxons des mariages de juin
12. Une grande rousse aux yeux verts
13. Ma douleur est un cheval
14. Le journal de Julie Z (Outro)

- 2013: Quelque part… (Live Piano Voix 5 titres)

- 2015: Blanc

1. Là où nous en sommes
2. D'où je viens
3. La force des liens
4. Les amis
5. Blanc
6. Pars sans rien dire
7. A l'ouest
8. La vérité
9. Presque
10. Si tu veux savoir
11. La contemplation
12. Je ne t'en veux pas (en duo avec Grégoire)
13. Introverti
14. L'instant de grâce
15. La fille du moi d'avant
16. A mon tour